# Jeux autochtones
Les jeux amazones sont, pour les tribus indiennes d’Amazonie, l’équivalent des Jeux olympiques,,,,,. 
Elles s’y affrontent au cours de diverses compétitions sportives.